# میسیون سن خوان

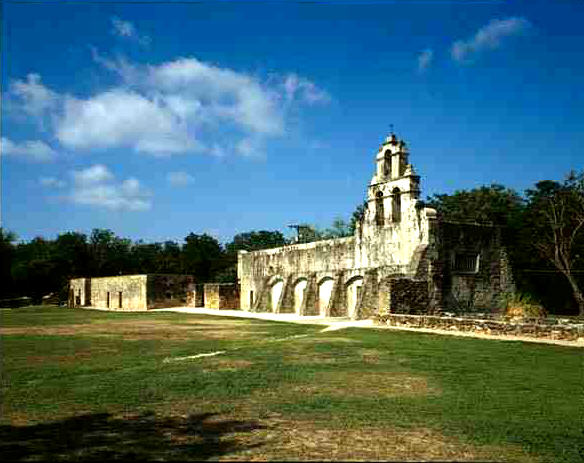

میسیون سن خوان کاپیسترانو (به اسپانیایی: Mission San Juan Capistrano) معروف به میسیون سن خوان، نام کلیسایی قدیمی در شهر سن آنتونیو در تگزاس است.
این کلیسای کاتولیک نخست در سال ۱۷۳۱ بنا گردید، و امروزه یک میراث ملی فرهنگی و تاریخی آمریکا است.
این بنا متعلق به پارک تاریخی ملی میسیون‌های سن آنتونیو است.

## نگارخانه

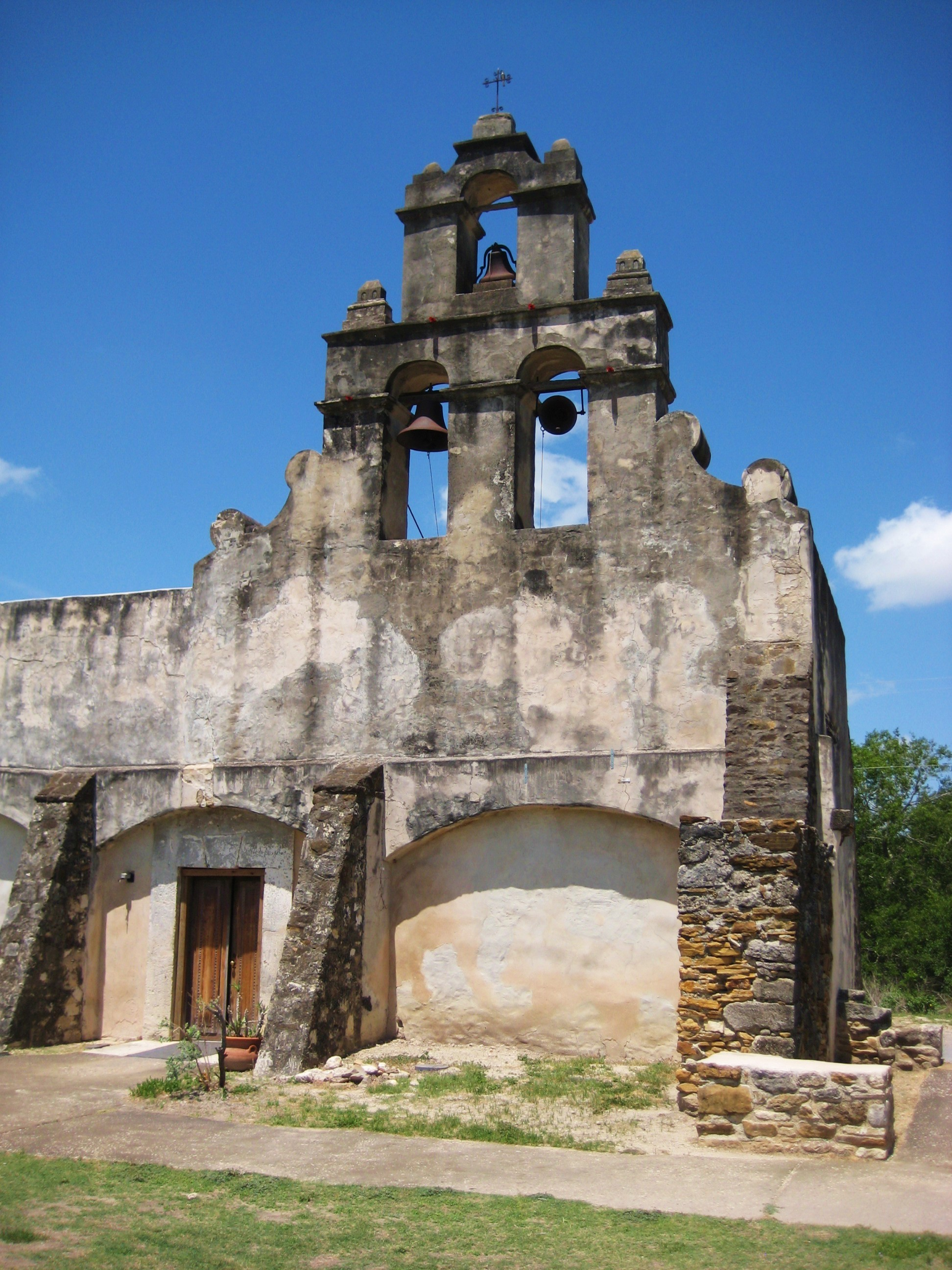
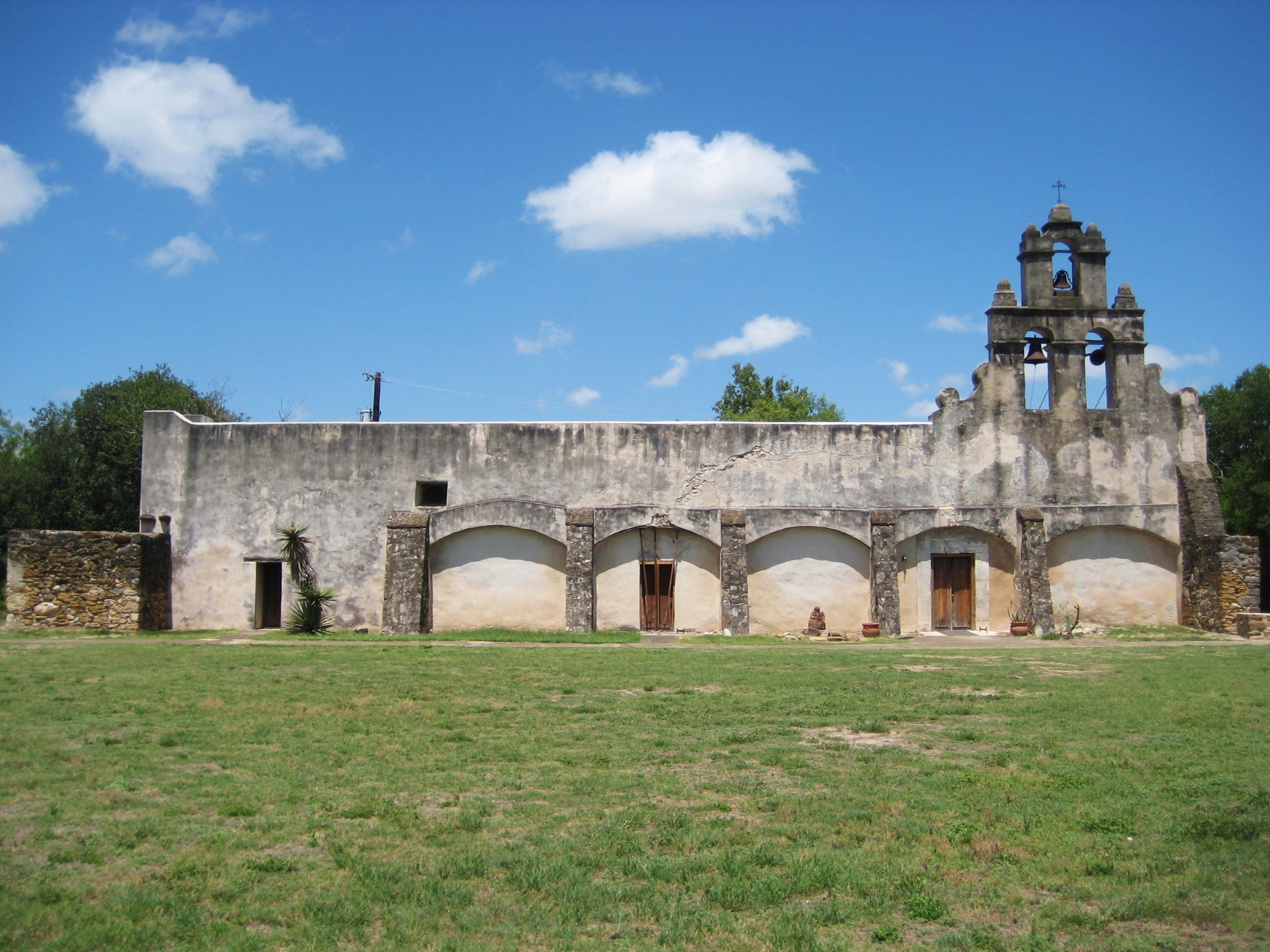
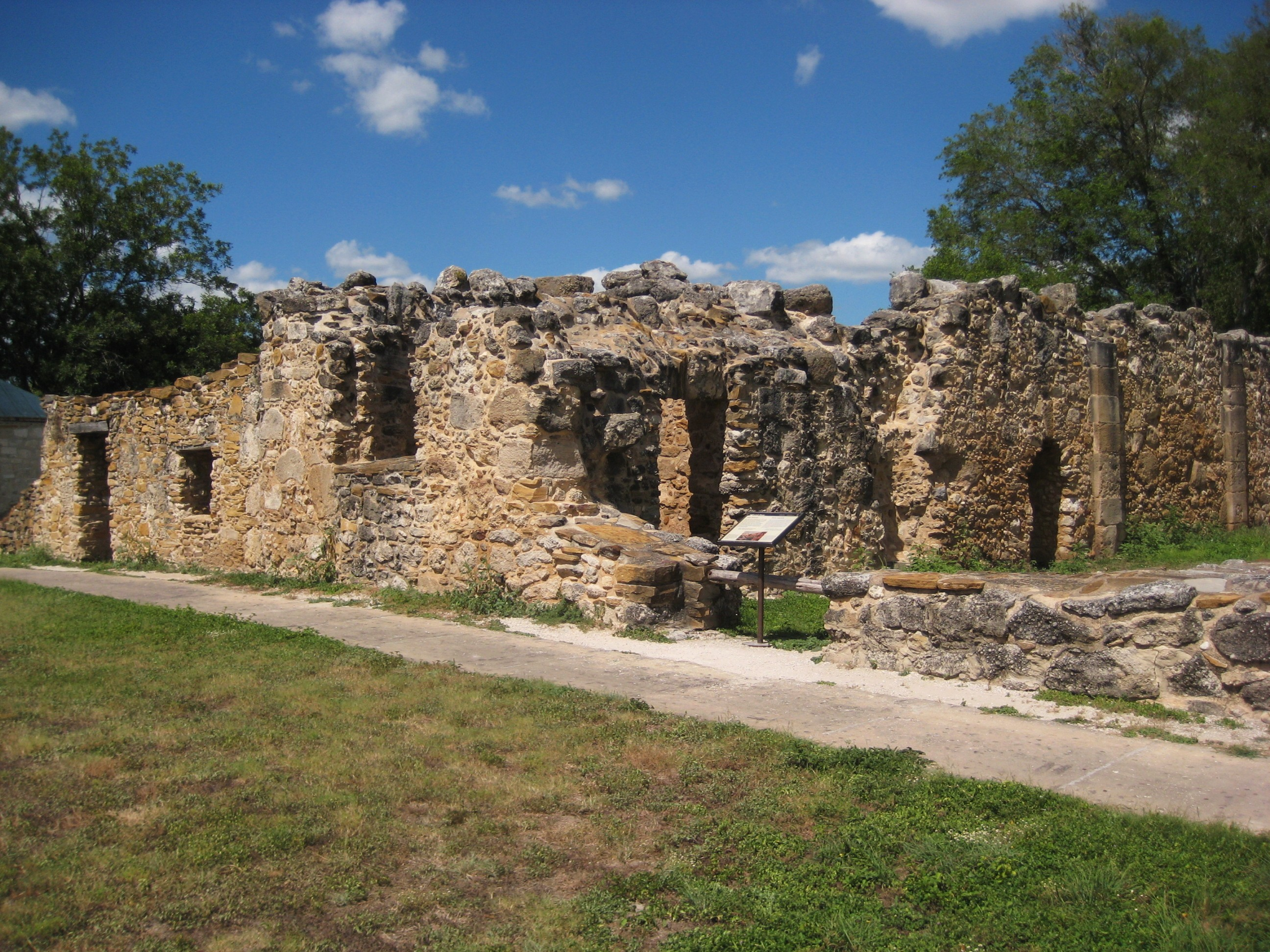